# Грузинска православна црква
Грузинска православна црква (ГПЦ), званично Грузинска апостолска аутокефална православна црква (ГААПЦ; груз. საქართველოს სამოციქულო ავტოკეფალური მართლმადიდებელი ეკლესია), аутокефална је помјесна православна црква. У диптисима словенских помјесних цркава налази се на шестом мјесту, а на деветом у диптисима древних источних патријаршија. Једна је од најстаријих хришћанских цркава на свијету.
Према Уставу ГПЦ из 1995, јурисдикција ГПЦ се протеже на цјелокупну територију Грузије, укљујући (номинално) територије дјелимично признате Абхазије и Јужне Осетије, православне хришћане који живе у Јерменији, као и православне Грузине који живе изван Грузије и нису под јурисдикцијом друге помјесне православне цркве или који желе да буду под јурисдикцијом ГПЦ.
Према предању, Иберија је апостолски жреб Богородице. Трудом Свете равноапостолне Нине, која је крстила Иберију, хришћанство је 337. постало државна религија Грузије. Црквена организација била је у оквиру Антиохијске цркве.
Историја стицања аутокефалности Грузинске цркве није јасна. Одређени степен независности (неформалне аутономије) добијен је под иберским краљем Вахтангом I Горгасалом крајем 5. вијека. На основу посредних доказа, Јован Окропири (980—1001) назива се првим католикосом-патријархом уједињене ГПЦ. Од почетка 19. вијека, усљед уласка територије данашње Грузије у састав Руске Империје, Грузинска црква је постала дио Руске православне цркве у виду Грузинског егзархата до 1917, када је без претходног договора враћена аутокефалност. Аутокефалност Грузинске цркве признала је Московска патријаршија 1943, а Цариградска патријаршија 3. марта  1990. године.
Члан 8. устава Грузије гласи: „Држава, уз слободу увјерења и вјероисповијести, признаје посебну улогу Грузинске апостолске аутокефалне православне цркве у историји Грузије и њену независност од државе.”

## Историја
Када су апостоли кренули да шире јеванђеље у рејон Кавказа, пошао је и апостол Андреј. У те крајеве је наводно отишао и Симон од Канана и апостол Матија. Прву епархију у тим крајевима је подигао сам апостол Матија, у граду Атскурија. Најстарија црква је подигнута у 3. вијеку у селу Настакиси. Од године 303, Света Нина проповедала је јеванђеље у Грузијском царству (источни део) и за њено вријеме (327) хришћанство је преузето као државна религија, за владавине Миријана III и краљице Нане. Западни део Грузије је тада био испод Римског царства, који је хришћанство једно време прогонио, зато је хришћанство дошло касније, званично 523. године, под царем Егрисијем. Као патрона државе одабрали су Светог Ђурђа.